# Рада національної безпеки і оборони України

Прапор Ради національної безпеки і оборони

Ра́да націона́льної безпе́ки і оборо́ни Украї́ни (РНБО або РНБОУ) — координаційний орган з питань національної безпеки і оборони при Президентові України.
З 2014 року орган отримав розширені повноваження, включно із запровадженням санкцій. Під час президентства Володимира Зеленського, починаючи з 2021 року, РНБО активно використовує санкції проти громадян України, що викликає критику правозахисників та юристів як практику, яка суперечить принципам верховенства права та є політично вмотивованою[⇨].

## Статус
Відповідно до статті 107 Конституції України РНБОУ координує і контролює діяльність органів виконавчої влади у сфері національної безпеки і оборони. Рішення РНБОУ вводяться в дію указами Президента України. Компетенція та функції РНБОУ визначаються законом.

## Історія

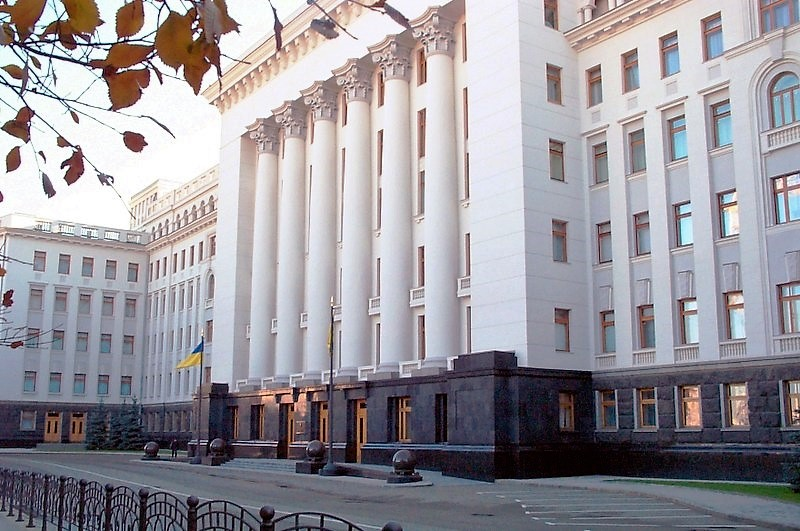
Рада національної безпеки і оборони України проводить свої засідання в будівлі Офісу Президента України

Раду національної безпеки і оборони України утворено Указом Президента України від 30 серпня 1996 року № 772 замість Ради оборони України та Ради національної безпеки України, які працювали у період з 1991 до 1996 року.
Раду оборони України утворено постановою Верховної Ради України від 11 жовтня 1991 року № 1658-XII. Згідно з Положенням про Раду оборони цей орган було визначено як вищий державний орган колегіального керівництва питаннями оборони і безпеки України, який утворюється з метою захисту суверенітету, конституційного ладу, територіальної цілісності та недоторканності республіки, вироблення стратегії і постійного вдосконалення політики у сфері оборони і державної безпеки, всебічної наукової оцінки характеру військової загрози, визначення ставлення до сучасних війн, ефективного контролю за виконанням завдань держави та її інститутів по підтриманню обороноздатності України на рівні оборонної достатності.
Розпорядженням Президента України від 23 січня 1992 року № 28 відповідальним секретарем Ради оборони України призначили Мирослава Вітовського, який обіймав цю посаду до 30 листопада 1995 року.
До складу Ради оборони згідно з постановою Верховної Ради України від 9 квітня 1992 року № 2261-XII входили Президент України — Голова Ради оборони України, Голова Верховної Ради України, Прем'єр-Міністр України, перший заступник Голови Верховної Ради України, міністр закордонних справ України, міністр оборони України, міністр внутрішніх справ України, міністр машинобудування, військово-промислового комплексу і конверсії України, голова Служби безпеки України, командуючий Національною гвардією України, командуючий Прикордонними військами України.
Згідно з Тимчасовим положенням про Раду національної безпеки України, затвердженим Розпорядженням Президента України від 3 липня 1992 року № 117, Раду визначено як консультативно-дорадчий орган у системі державної виконавчої влади при Президенті України, головним завданням якого є підготовка пропозицій та проєктів рішень Президента України щодо реалізації політики у сфері захисту національних інтересів та забезпечення національної безпеки України.
З 1 липня по 19 листопада 1992 року посаду державного радника України з питань національної безпеки, секретаря Ради національної безпеки України, а з 19 листопада 1992 року по 19 квітня 1993 року — радника Президента України з питань національної безпеки — секретаря Ради національної безпеки при Президенті України обіймав Володимир Селіванов.
1 грудня 1993 року секретарем Ради національної безпеки при Президентові України — керівником апарату Ради національної безпеки при Президентові України призначили Валерія Картавцева (обіймав цю посаду до 5 серпня 1994 року).
Розпорядженням Президента України від 5 серпня 1994 року № 95 секретарем Ради національної безпеки при Президенті України, а Указом Президента України від 17 жовтня 1994 року № 613 — секретарем Ради національної безпеки при Президентові України — радником Президента України з питань національної безпеки призначено Володимира Горбуліна.
Указом Президента України від 23 серпня 1994 року № 469 затверджено нове Положення про Раду. Згідно з ним Раду визначено як колегіальний орган при Президентові України, який здійснює організаційно-координаційну діяльність в галузі забезпечення національної безпеки.
З прийняттям 28 червня 1996 року Конституції України розпочався новий період у діяльності Ради. Указом Президента України від 30 серпня 1996 року N 772 відповідно до статті 107 Конституції України було також утворено Апарат Ради. Указом Президента України від 4 жовтня 1996 року N 927 затверджено Положення про Апарат Ради (нову редакцію Положення затверджено Указом Президента України від 14 жовтня 2005 року № 1446).
Формування законодавчої бази з питань діяльності Ради було завершено з прийняттям 5 березня 1998 року Закону України N 183/98-ВР «Про Раду національної безпеки і оборони України» [Архівовано 25 березня 2017 у Wayback Machine.].

### Санкції щодо громадян України
Санкційна політика Ради національної безпеки і оборони України (РНБО) піддається широкій критиці за застосування персональних обмежувальних заходів проти громадян України без рішення суду, що порушує норми Конституції та базові принципи верховенства права. Санкції запроваджуються рішенням РНБО на підставі Закону «Про санкції», однак механізм не передбачає участі суду, що суперечить юридичним стандартам Європейського Союзу та інших демократичних держав.
Правозахисні організації, зокрема Центр громадянських свобод, Українська Гельсінська спілка з прав людини та Харківська правозахисна група, вказують на неконституційність такої практики. Вони наголошують, що РНБО — це політичний орган, який не має повноважень виконувати квазісудові функції. У лютому 2025 року кілька українських правозахисних організацій виступили із спільною заявою проти використання санкцій для тиску на опозицію.
На думку критиків, санкційний механізм дедалі частіше використовується як політичний інструмент чинного президента України Володимира Зеленського для усунення політичних конкурентів і посилення впливу на медіа та бізнес. Під санкції потрапляли опозиційні політики, журналісти та бізнесмени, зокрема п’ятий президент України Петро Порошенко, підприємці Ігор Коломойський і Геннадій Боголюбов, журналістка Світлана Крюкова, колишній радник Офісу президента Олексій Арестович та бізнесмен Костянтин Жеваго.
З аналогічною критикою виступали міжнародні правозахисні організації, зокрема Amnesty International, яка заявила про «систематичне використання санкцій як інструменту політичного переслідування».

## Функції та компетенція РНБОУ

### Функції
Відповідно до Закону України «Про Раду національної безпеки і оборони України» [Архівовано 25 березня 2017 у Wayback Machine.] функціями цього органу є:
- Внесення пропозицій Президенту України щодо реалізації засад внутрішньої і зовнішньої політики у сфері національної безпеки і оборони.
- Координація та здійснення контролю за діяльністю органів виконавчої влади у сфері національної безпеки і оборони у мирний час.
- Координація та здійснення контролю за діяльністю органів виконавчої влади у сфері національної безпеки і оборони в умовах воєнного або надзвичайного стану та при виникненні кризових ситуацій, що загрожують національній безпеці України.

### Компетенція
Відповідно до функцій, визначених вищезгаданим Законом, Рада національної безпеки і оборони України:
- розробляє та розглядає на своїх засіданнях питання, які відповідно до Конституції та законів України, Концепції (основ державної політики) національної безпеки України, Воєнної доктрини України належать до сфери національної безпеки і оборони, та подає пропозиції Президентові України відповідно до своїх досліджень.
- здійснює поточний контроль діяльності органів виконавчої влади у сфері національної безпеки і оборони, подає Президенту України відповідні висновки та пропозиції;
- залучає до аналізу інформації посадових осіб та фахівців органів виконавчої влади, державних установ, наукових закладів, підприємств та організацій усіх форм власності;
- ініціює розроблення нормативних актів та документів з питань національної безпеки і оборони, узагальнює практику їх застосування та результати перевірок їх виконання;
- координує і контролює переведення центральних і місцевих органів виконавчої влади, а також економіки країни на роботу в умовах воєнного чи надзвичайного стану;
- координує і контролює діяльність органів місцевого самоврядування в межах наданих повноважень під час введення воєнного чи надзвичайного стану;
- координує та контролює діяльність органів виконавчої влади по відбиттю збройної агресії, організації захисту населення та забезпеченню його життєдіяльності, охороні життя, здоров'я, конституційних прав, свобод і законних інтересів громадян, підтриманню громадського порядку в умовах воєнного та надзвичайного стану та при виникненні кризових ситуацій, що загрожують національній безпеці України.

## Керівництво

### Поточне керівництво і склад
Поточний склад РНБОУ:
- Зеленський Володимир Олександрович — Президент України, Голова Ради національної безпеки і оборони України.
- Умєров Рустем Енверович — Секретар Ради національної безпеки і оборони України.
- Галущенко Герман Валерійович — Міністр юстиції України.
- Гринчук Світлана Василівна  — Міністр енергетики України.
- Єрмак Андрій Борисович — Керівник Офісу Президента України.
- Загородній Анатолій Глібович — президент Національної академії наук України.
- Іващенко Олег Іванович — Голова Служби зовнішньої розвідки України.
- Клименко Ігор Володимирович — Міністр внутрішніх справ України.
- Кравченко Руслан Андрійович — Генеральний прокурор.
- Ляшко Віктор Кирилович — Міністр охорони здоров'я України.
- Малюк Василь Васильович — Голова Служби безпеки України.
- Марченко Сергій Михайлович — Міністр фінансів України.
- Пишний Андрій Григорович — Голова Національного банку України (за згодою).
- Пронін Філіп Євгенович — Голова Державної служби фінансового моніторингу України.
- Свириденко Юлія Анатоліївна — Прем'єр-міністр України.
- Сибіга Андрій Іванович — Міністр закордонних справ України.
- Сирський Олександр Станіславович — Головнокомандувач Збройних Сил України.
- Соболев Олексій Дмитрович — Міністр економіки, довкілля та сільського господарства України.
- Стефанчук Руслан Олексійович — Голова Верховної Ради України (за згодою).
- Федоров Михайло Альбертович — Перший віцепрем'єр-міністр України — Міністр цифрової трансформації України.
- Шмигаль Денис Анатолійович — Міністр оборони України.

### Список секретарів РНБО
- 30.08.1996—10.11.1999 Горбулін Володимир Павлович
- 10.11.1999—25.06.2003: Марчук Євген Кирилович
- 02.09.2003—20.01.2005: Радченко Володимир Іванович
- 08.02—08.09.2005: Порошенко Петро Олексійович
- 27.09.2005—16.05.2006: Кінах Анатолій Кирилович
- 24.05—10.10.2006: в.о. Горбулін Володимир Павлович[17]
- 10.10.2006—12.05.2007: Гайдук Віталій Анатолійович
- 12.05—26.11.2007: Плющ Іван Степанович
- 24.12.2007—14.02.2012: Богатирьова Раїса Василівна
- 14.02.2012—24.01.2014: Клюєв Андрій Петрович

* 27.02.2014—07.08.2014: Парубій Андрій Володимирович
- 15.12.2014—19.05.2019: Турчинов Олександр Валентинович[18]
- 28.05.2019—30.09.2019: Данилюк Олександр Олександрович
- 03.10.2019—26.03.2024: Данілов Олексій Мячеславович[19][20]
- з 26.03.2024—18.07.2025: Литвиненко Олександр Валерійович[21]
- з 18.07.2025: Умєров Рустем Енверович[22]

## Структура

### Склад РНБОУ
Головою РНБОУ є Президент України. Він також формує персональний склад РНБОУ. До складу РНБОУ за посадою входять Прем'єр-міністр України, Міністр оборони України, Голова Служби безпеки України, Міністр внутрішніх справ України, Міністр закордонних справ України. У засіданнях Ради національної безпеки і оборони України може брати участь Голова Верховної Ради України.
Членами Ради національної безпеки і оборони України можуть бути керівники інших центральних органів виконавчої влади.

### Секретар РНБОУ
Секретар РНБОУ забезпечує організацію роботи і виконання рішень РНБОУ, призначається на посаду та звільняється з посади Президентом України і безпосередньо йому підпорядковується.

### Апарат РНБОУ
Поточне інформаційно-аналітичне та організаційне забезпечення діяльності РНБОУ здійснює її апарат, який підпорядковується Секретареві РНБОУ.
Для опрацювання і комплексного вирішення проблем міжгалузевого характеру, забезпечення науково-аналітичного та прогнозного супроводження діяльності РНБОУ за її рішенням можуть утворюватися тимчасові міжвідомчі комісії, робочі та консультативні органи.
Функції, структура, штатна чисельність апарату РНБОУ, а також повноваження заступників Секретаря РНБОУ визначаються Президентом України. Функції та повноваження робочих та консультативних органів РНБОУ також визначає Президент України.
Структура Апарату РНБОУ
Гранична чисельність працівників Апарату Ради національної безпеки і оборони України затверджена у кількості 237 штатних одиниць.
Структура Апарату РНБОУ:
- Секретар Ради національної безпеки і оборони України
- перші заступники Секретаря Ради національної безпеки і оборони України
- заступники Секретаря Ради національної безпеки і оборони України
- Керівник Апарату Ради національної безпеки і оборони України
- перший заступник та заступники Керівника Апарату Ради національної безпеки і оборони України
- головний державний аудитор
- Служба з питань запобігання та виявлення корупції
- Служба Секретаря Ради національної безпеки і оборони України
- Служба з питань зовнішньої безпеки
- Служба з питань інформаційної безпеки та кібербезпеки
- Служба з питань державної та громадської безпеки
- Служба з питань воєнної безпеки
- Служба з питань мобілізації та територіальної оборони
- Служба з питань військово-технічного співробітництва та оборонно-промислового комплексу
- Служба з питань економічної безпеки
- Служба з питань соціальної та гуманітарної безпеки
- Служба з питань безпеки критичної інфраструктури
- Служба з питань зовнішньополітичної безпеки та міжнародного співробітництва
- Служба з питань фінансового забезпечення виконання заходів у сфері національної безпеки і оборони
- Служба з питань інформаційних технологій
- Служба Головного ситуаційного центру
- Служба організаційного забезпечення
- Служба з питань стратегічного планування та аналізу
- Служба забезпечення доступу до публічної інформації та зв'язків із засобами масової інформації
- Служба з правових питань
- Фінансова служба
- Служба управління персоналом
- Служба режимно-секретної роботи
- Служба координаційної та адміністративної роботи.

### Інформаційно-аналітичний центр
Інформаційно-аналітичний центр є робочим органом РНБОУ.
Центр:
1. забезпечує аналітичне та прогнозне супроводження діяльності РНБОУ щодо здійснення координації діяльності органів виконавчої влади з питань національної безпеки в інформаційній сфері;
2. вивчає, аналізує, оцінює і прогнозує суспільно-політичні процеси в Україні, готує інформаційно-аналітичних бюлетенів та інших інформаційних матеріалів для РНБОУ;
3. готує для розгляду РНБОУ пропозиції стосовно:
  - інформаційного супроводження діяльності органів виконавчої влади, Збройних Сил України та інших військових формувань, утворених відповідно до законів України, правоохоронних органів України щодо забезпечення стабілізації суспільно-політичної ситуації в Україні, протидії негативному інформаційному впливу на населення України та її міжнародний імідж;
  - вдосконалення нормативно-правових актів з питань національної безпеки в інформаційній сфері.

## Реорганізація у квітні 2017 року
З 14 квітня 2017 року, згідно з Указом Президента України № 109/2017 від 14 квітня 2017 р., структура РНБОУ радикально реорганізована.
Наразі, структура РНБОУ наступна :
- Секретар Ради національної безпеки і оборони України
- перші заступники Секретаря Ради національної безпеки і оборони України
- заступники Секретаря Ради національної безпеки і оборони України
- Керівник Апарату Ради національної безпеки і оборони України
- Служба з питань внутрішньої безпеки
- Служба з питань забезпечення координації діяльності органів виконавчої влади у сфері національної безпеки
- Служба з питань безпеки у воєнній сфері
- Служба з питань мобілізації
- Служба з питань оборонно-промислового комплексу та військово-технічного співробітництва
- Служба з питань економічної, соціальної та енергетичної безпеки
- Служба з питань інформаційної безпеки
- Служба стратегічного планування та аналізу
- Юридична служба
- Служба Головного ситуаційного центру
- Служба з питань розвитку та інформаційних технологій
- Служба організаційної роботи та контролю
- Служба координаційної та адміністративної роботи
- Фінансово-економічна служба
- Служба управління персоналом
- Служба режимно-секретної роботи
- Служба забезпечення доступу до публічної інформації.
- Центр протидії дезінформації